# (420) Bertolda
(420) Bertolda es un asteroide perteneciente al cinturón exterior de asteroides descubierto el 7 de septiembre de 1896 por Maximilian Franz Wolf desde el observatorio de Heidelberg-Königstuhl, Alemania.
Está nombrado en honor de Bertoldo de Zähringen, fundador de la Casa de Zähringen.